# Estación de Valladolid-Campo Grande
Valladolid-Campo Grande, también conocida coloquialmente como la estación del Norte, es la principal estación de ferrocarril del municipio español de Valladolid, en la provincia homónima. Se ubica frente a la acera de Recoletos, cerca de la plaza de Colón y del parque del Campo Grande.
Inaugurada en la segunda mitad del siglo XIX, Valladolid ha constituido una de las principales estaciones de la red ferroviaria española. Debido a su posición geográfica confluyen en ella varias líneas férreas, razón por la cual acoge un importante tráfico de pasajeros y mercancías. Debido a este hecho, la estación ha contado con importantes instalaciones para atender las necesidades derivadas de su intensa actividad. En sus cercanías se ubicaron unos amplios talleres ferroviarios y unos depósitos de locomotoras que en su época llegaron a ser los más importantes de toda la red férrea de España.
La estación de Valladolid cuenta con amplios servicios ferroviarios de pasajeros ofrecidos por Renfe, que incluyen trenes de Alta Velocidad, Larga Distancia y Media Distancia. En 2010 la estación de Valladolid recibió 2 235 103 pasajeros. El tráfico de mercancías también tiene una presencia notable. En 2024, los viajeros ascendieron a 4,52 millones, 1,97 de ellos de larga distancia y 2,54 de media.

## Situación ferroviaria
La estación se encuentra situada a 695,58 de altitud en los trazados de las siguientes líneas férreas:
- Línea férrea de ancho internacional Madrid-Valladolid vía Segovia, punto kilométrico 179,6.[5]
- Línea férrea de ancho internacional Valladolid-León vía Palencia, punto kilométrico 0,0.
- Línea férrea de ancho ibérico Madrid-Hendaya, punto kilométrico 248,523.[5]
- Línea férrea de ancho ibérico Valladolid-La Carrera, punto kilométrico 0,0.[6]

## Historia y descripción

### Orígenes y construcción

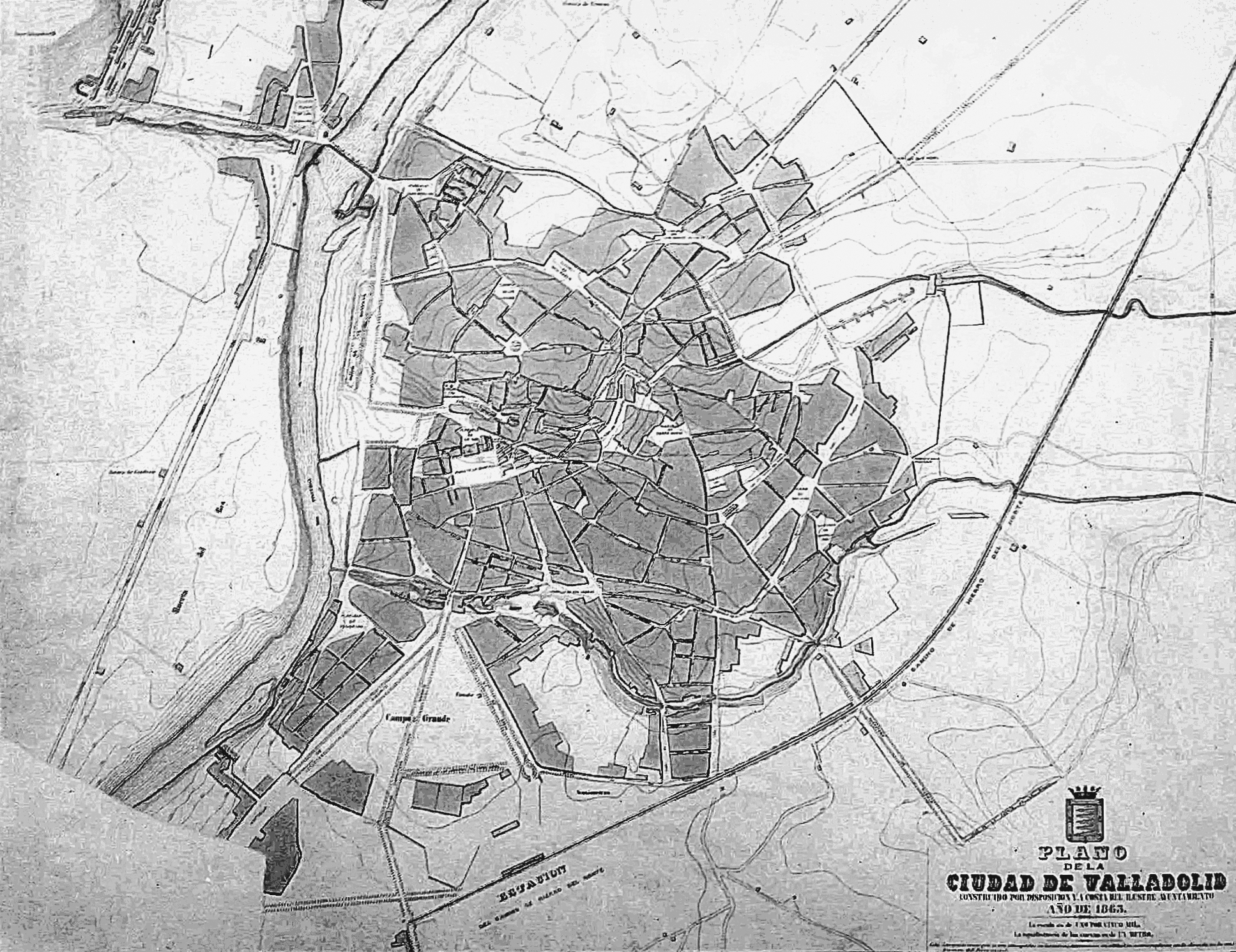
Mapa de Valladolid en 1863.

A comienzos de la década de 1860 se inició la construcción del camino de hierro que buscaba enlazar Madrid con la frontera francesa a través de la Meseta castellana. Las obras corrieron a cargo de la Compañía de los Caminos de Hierro del Norte de España, empresa de capital francés que con los años adquirió una posición dominante. El ferrocarril llegó a Valladolid en 1864 y lo hizo por la entrada principal de la ciudad, el camino de Madrid, a través del Parque del Campo Grande. En esos terrenos, que eran propiedad del ayuntamiento y que habían pertenecido al desaparecido Convento de San José, se construyó un edificio de viajeros provisional, de madera y de reducidas dimensiones junto con los talleres generales, que constituyó la primera gran industria de la ciudad.
Con el tiempo se vio la necesidad de construir una nueva estación sobre la anterior. El ingeniero francés Enrique Grasset, que trabajaba para la compañía del «Norte», fue el autor de su diseño, así como del de las otras estaciones de la línea muy similares, como la estación del Norte de Madrid, la de Medina del Campo, la de Burgos o la antigua de Santander, destruida en el incendio que asoló la ciudad en 1941. Grasset trabajó en Valladolid desde 1891. Para la definición del edificio tomó como referencia la longitud de un convoy, con algo más de 100 metros. La nueva estación operó a pleno rendimiento desde el 14 de marzo de 1895, y las obras finalizaron en su totalidad unos meses después, el 20 de octubre; no se realizó ninguna inauguración oficial. El precio total de la obra fueron 591.575 pesetas.
Otros muchos edificios complementaban al edificio de viajeros, como los andenes para máquinas de aguas, los talleres ferroviarios y los amplios depósitos de locomotoras. Para 1882 en las instalaciones ferroviarias de Valladolid trabajaban 1095 empleados, lo que convirtió a la estación en un importante centro de actividad.

### Explotación y evolución

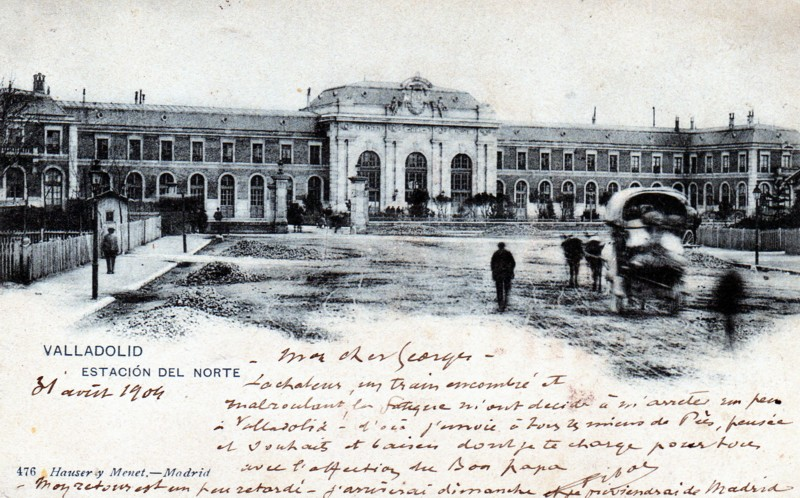
La estación en una postal de 1904.

Hacia finales del siglo XIX entraron en servicio nuevas líneas ferroviarias que tenían en la capital vallisoletana su origen. Esto supuso que las instalaciones de Valladolid-Campo Grande coexistieran con otras estaciones, como la de Valladolid-San Bartolomé (1884), la de Valladolid-Campo de Béjar (1890) o la de Valladolid-La Esperanza (1895). Esta última, perteneciente a la compañía MZA, era la cabecera de la línea Valladolid-Ariza y llegó a tener un enlace ferroviario con la estación del Norte. No obstante, Campo Grande continuó siendo la principal estación de la ciudad, en torno a la cual se instalaron viviendas de obreros y un buen número de industrias. Durante el transcurso de la Guerra Civil los talleres ferroviarios de Valladolid fueron la principal instalación de este tipo en toda la zona «nacional», lo que supuso que asumieran un importante volumen de trabajo. Además, transcurrido un tiempo los militares sublevados acabarían habilitando estas instalaciones en fábricas de material bélico y sanitario, con objeto de suplir la falta de industrias de este tipo en toda la zona franquista. Debido a ello, el complejo ferroviario llegó a ser atacado por la aviación republicana.
En 1941 la nacionalización de la red ferroviaria de ancho ibérico supuso el final de «Norte» y el nacimiento de RENFE, que se hizo cargo de las instalaciones de Valladolid. Bajo RENFE los servicios ferroviarios de la estación de Ariza se centralizaron en Valladolid-Campo Grande, que continuó siendo una de las principales de la red española. La electrificación de la línea Madrid-Hendaya supuso la clausura de los históricos depósitos de locomotoras de la estación Valladolid. En 1985, tras el cierre de la línea Valladolid-Ariza, se perdió la conexión con Aranda de Duero y Zaragoza.

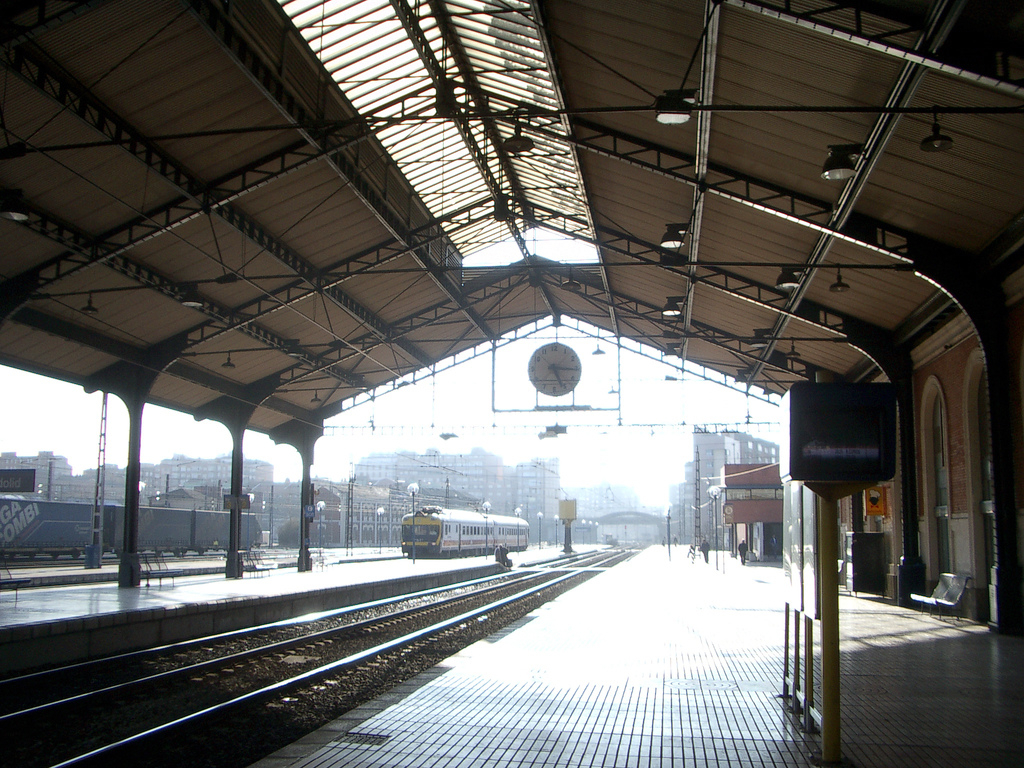
Vista de la marquesina de la estación de Valladolid, en 2006.

El 3 de marzo de 1988 se produjo un grave accidente ferroviario en la estación, debido a un choque entre los expresos «Cantabria» y «Costa Vasca» que, procedentes de Madrid, se dirigían a Santander y Bilbao, respectivamente. El expreso «Cantabria» se encontraba estacionado en Valladolid-Campo Grande cuando recibió el impacto del «Costa Vasca», que entraba en la estación. Como consecuencia del impacto, hubo ocho muertos y treinta heridos de diversa gravedad.
Bajo la estela del Primer Plan de Modernización de Estaciones emprendido por RENFE a finales de la década de 1980, las instalaciones de Valladolid fueron sometidas a labores de remozamiento en 1991. Como resultado de las intervenciones llevadas a cabo, se realizó una reordenación de los espacios, se inauguró un centro de viajes, y también se construyeron nuevas taquillas, una cafetería y un restaurante. Los trabajos de remozamiento estuvieron dirigidos por los arquitectos José A. Salvador y Roberto Valle. Desde enero de 2005, con la extinción de la antigua RENFE, el ente Adif pasó a ser el titular de las instalaciones ferroviarias.
Tras el inicio del siglo XXI se produjo la llegada de la Alta Velocidad a Valladolid, con los cambios que ello conllevó para la estación. El 23 de diciembre de 2007 se puso en marcha la línea de alta velocidad Madrid-Segovia-Valladolid. El trazado es empleado por trenes Talgo de la Serie 102 de Renfe, apodados pato, que hacen el recorrido en 56 min a una velocidad máxima de 300 km/h, que más tarde se sustituyeron con la Serie 112 de Renfe. Unos años después, el 29 de septiembre de 2015 se puso en funcionamiento la línea de alta velocidad Valladolid-Palencia-León, que daba continuidad a la ya operativa línea Madrid-Segovia-Valladolid.

### Reforma y ampliación de los 2020
El 3 de febrero de 2022 la empresa Sociedad Valladolid Alta Velocidad (participada por Adif, Renfe, la Junta de Castilla y León y el Ayuntamiento de Valladolid) presentó públicamente el diseño de un ambicioso proyecto de reforma y ampliación de la histórica estación. La reforma consiste en construir un nuevo cuerpo elevado sobre las vías que actúe como terminal de pasajeros, permitiendo acceder a los andenes desde él. También tendrá la función de puente ciclo-peatonal entre ambas partes de la ciudad. Además, se peatonaliza y amplía la plaza de la estación actual, incluyendo un aparcamiento subterráneo para 675 plazas.El diseño tendrá un marcado estilo contemporáneo, respetando la fachada original de la estación, al ser un cuerpo independiente pero en sus cercanías.
El 31 de diciembre de 2024 la empresa Adif aprobó el proyecto constructivo de la ampliación de la estación. El presupuesto base de licitación se fijó en a 250 millones de euros y el plazo de ejecución se estableció en cuarenta y tres meses.

## La estación

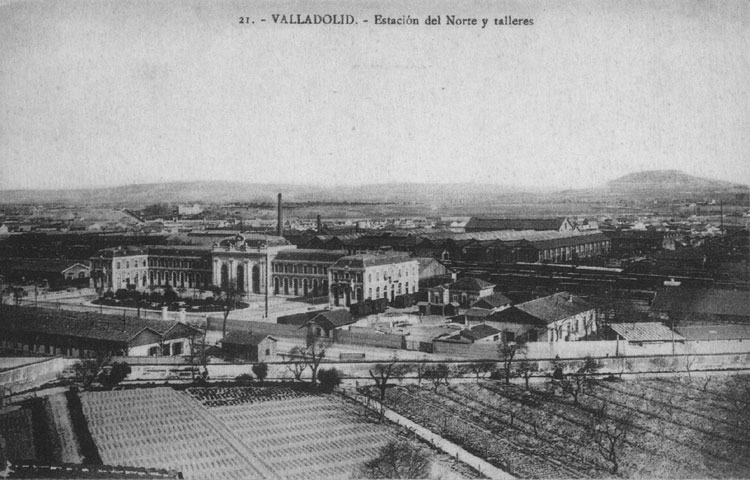
La estación, a finales del o principios del

El edificio de viajeros actual es de 1895, pues el original inaugurado en 1864 era de carácter provisional. El proyecto para el edificio de viajeros, aprobado en 1890, preveía la construcción de una estación de primera categoría con servicios de viajeros y mercancías; además, también se preveía que levantaran muelles de carga, cocheras y un depósito de locomotoras. Las líneas generales del proyecto siguieron las directrices de la arquitectura ecléctica francesa. 

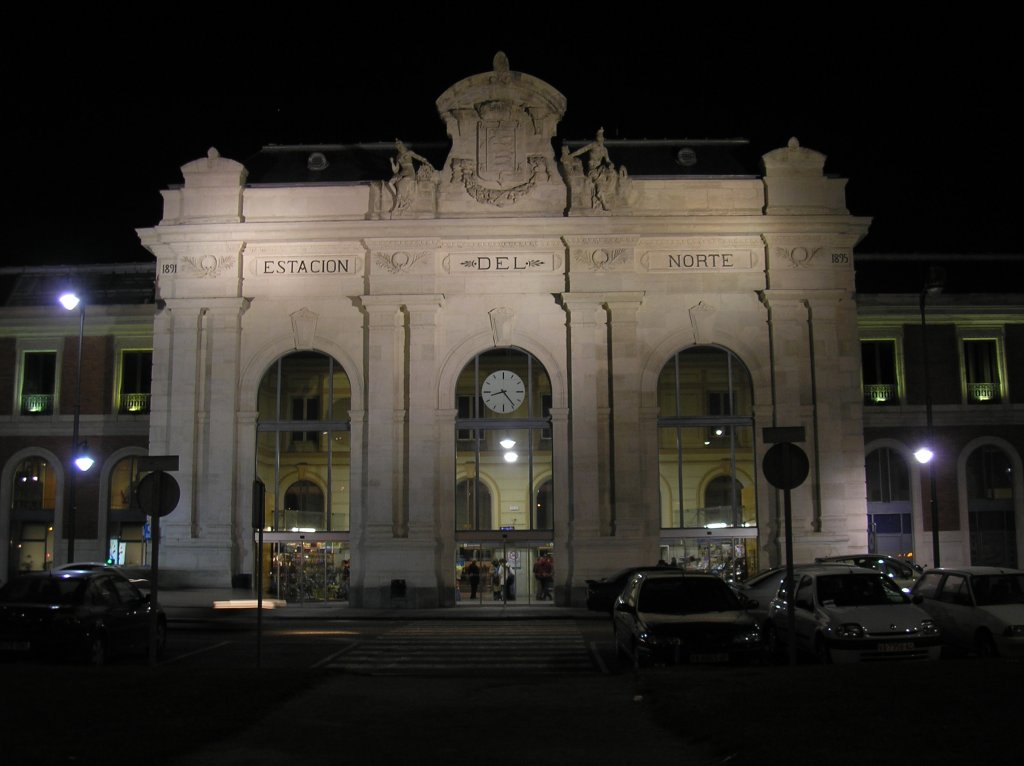
Fachada de la estación, en 2008.

La planta adopta forma de U, mientras que la fachada principal —que se configura como un arco triunfal— está realizada en piedra y en ella se abren tres grandes vanos que sirven de puertas de ingreso separadas por pilastras. Los materiales empleados en la construcción del edificio de viajeros fueron principalmente: piedra, ladrillo, madera y hierro. En el interior, además del vestíbulo de viajeros y la sala de espera, también están taquillas de venta de billetes, cafetería y restaurante, el gabinete de circulación, etc. En el exterior, destaca la extensa marquesina de hierro que cubría los andenes y algunas vías.
En el ornato del frontón del cuerpo central intervino el escultor Ángel Díez, profesor de la escuela de Bellas Artes. En él el escudo de Valladolid aparece arropado por dos figuras femeninas de aproximadamente cuatro metros y que representan las dos principales actividades económicas del Valladolid de finales del siglo XIX: la industria, que se encuentra acompañada de una rueda dentada a su lado, y la agricultura, que porta una especia de colmena. El propio Enrique Grasset participó en el diseño de la marquesina de hierro y cristal que cubre el andén interior, las vías y que se sustentaba sobre pilares de fundición, vigas de celosía y ménsulas.

### Otras instalaciones

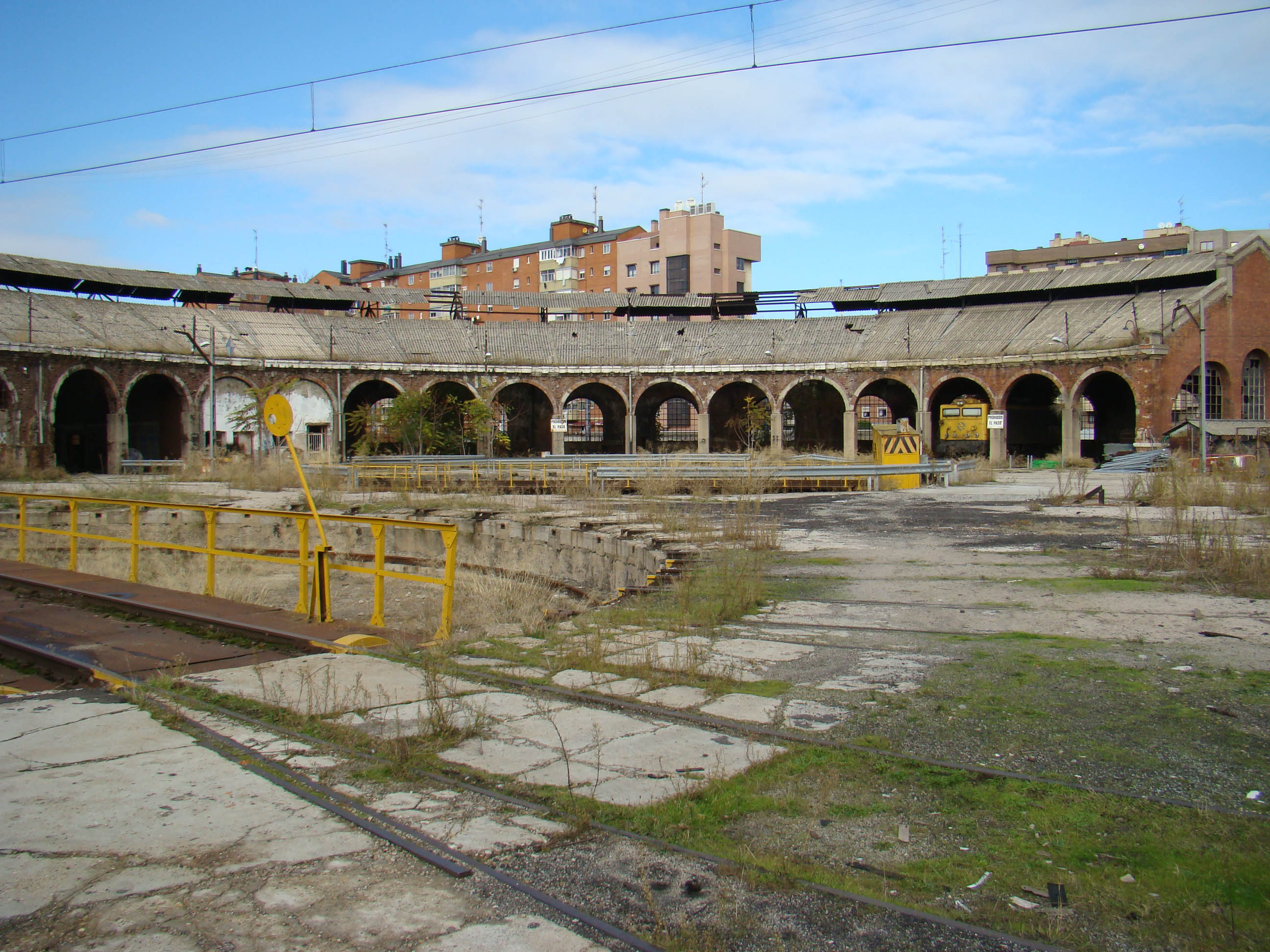
Depósito de locomotoras, en 2007.

Al margen del edificio de viajeros, el complejo ferroviario disponía de otras instalaciones —algunas de las cuales hoy ya no fungen estas funciones—. En los alrededores de la estación estaban los muelles de mercancías, almacenes generales, carboneras, el economato, retretes, etc. Junto al acceso principal a la estación había varios edificios de oficinas de carácter administrativo. Al otro lado de la playa de vías se encontraba el depósito de locomotoras, que estaba formado por cocheras, dos rotondas giratorias, depósitos de carbón, aguadas y unos talleres anexos al depósito. También destacan los talleres ferroviarios, que en su momento llegaron a constituir un amplio complejo para reparaciones con diversas especializaciones: locomotoras, coches, vagones, material fijo, ruedas, forjas, etc.

## Servicios ferroviarios

### Alta Velocidad y Larga Distancia
Por Valladolid-Campo Grande circulan tanto trenes AVE que la conectan directamente con Madrid-Chamartín y Alicante, así como con Palencia, León y Burgos como trenes Avant que la conectan directamente con Segovia y Madrid-Chamartín. El número de conexiones diarias varía entre seis y doce trenes.
Los servicios de alta velocidad se completan con los trenes Alvia, de los que Valladolid dispone de un amplio tráfico que conecta la ciudad con destinos como Madrid, Barcelona, Zaragoza, Asturias, Santander, Andalucía, País Vasco o Comunidad Valenciana.

### Media Distancia
Gracias a su situación geográfica es una de las estaciones con más líneas de Media Distancia que confluyen en ella sin tener ninguna línea de Cercanías. Por ello dispone de una gran variedad de destinos posibles tanto regionales como fuera de Castilla y León, en Madrid, Galicia, País Vasco o Cantabria. Para dichos recorridos se emplea trenes MD, Regional y Regional Exprés. Además, existe un servicio de Media Distancia de alta velocidad de Avant entre Valladolid y Madrid, con parada en Segovia.

## Distribución de las vías
- Vías 1-2-3: Alta velocidad.

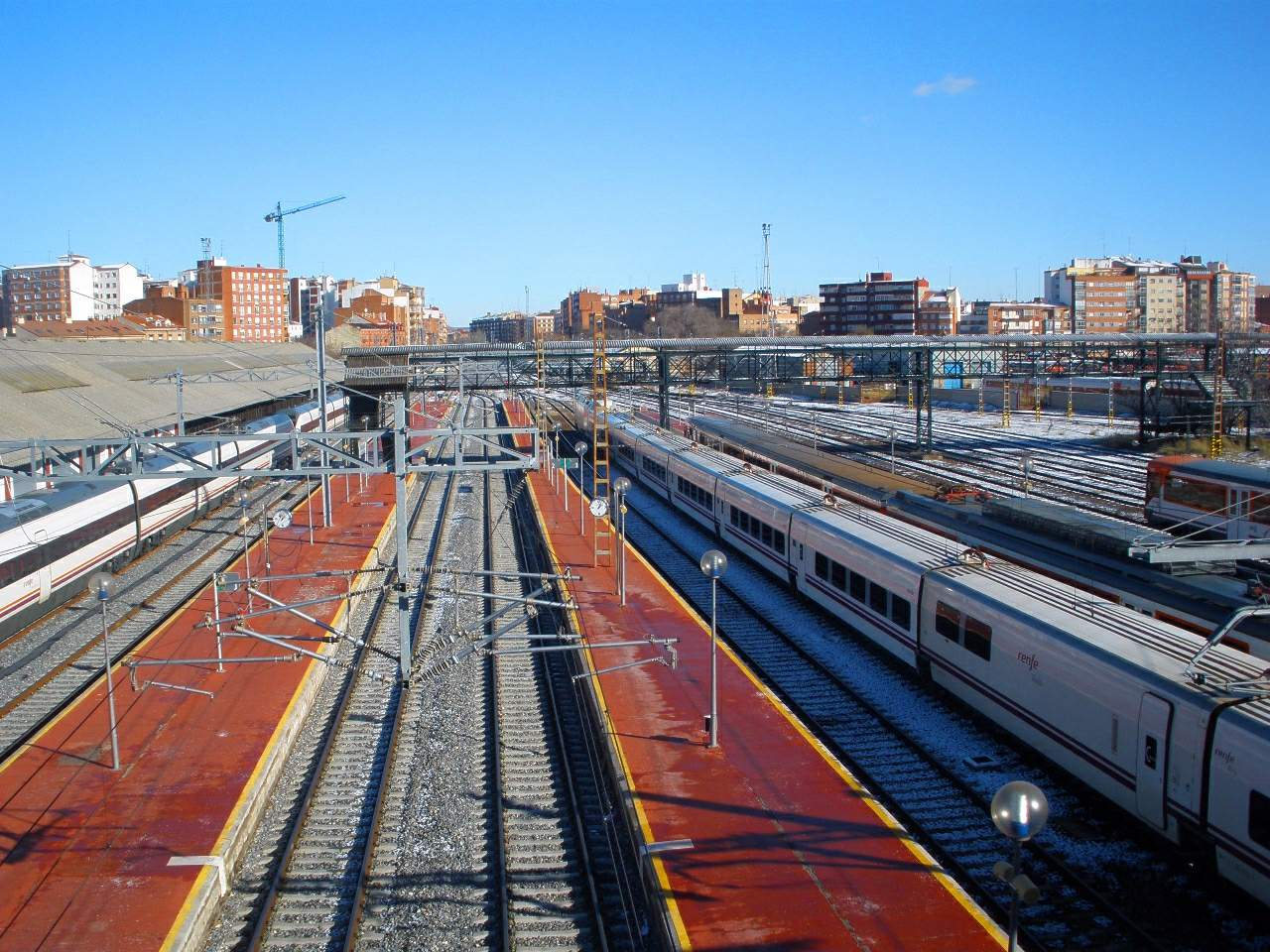
Playa de vías de la estación.

- Vías 4-5: Regional, Media Distancia y Larga distancia convencional.
- Vía 4A: Regionales a Santander y Gijón.